# Nhà hát lớn ở Łódź

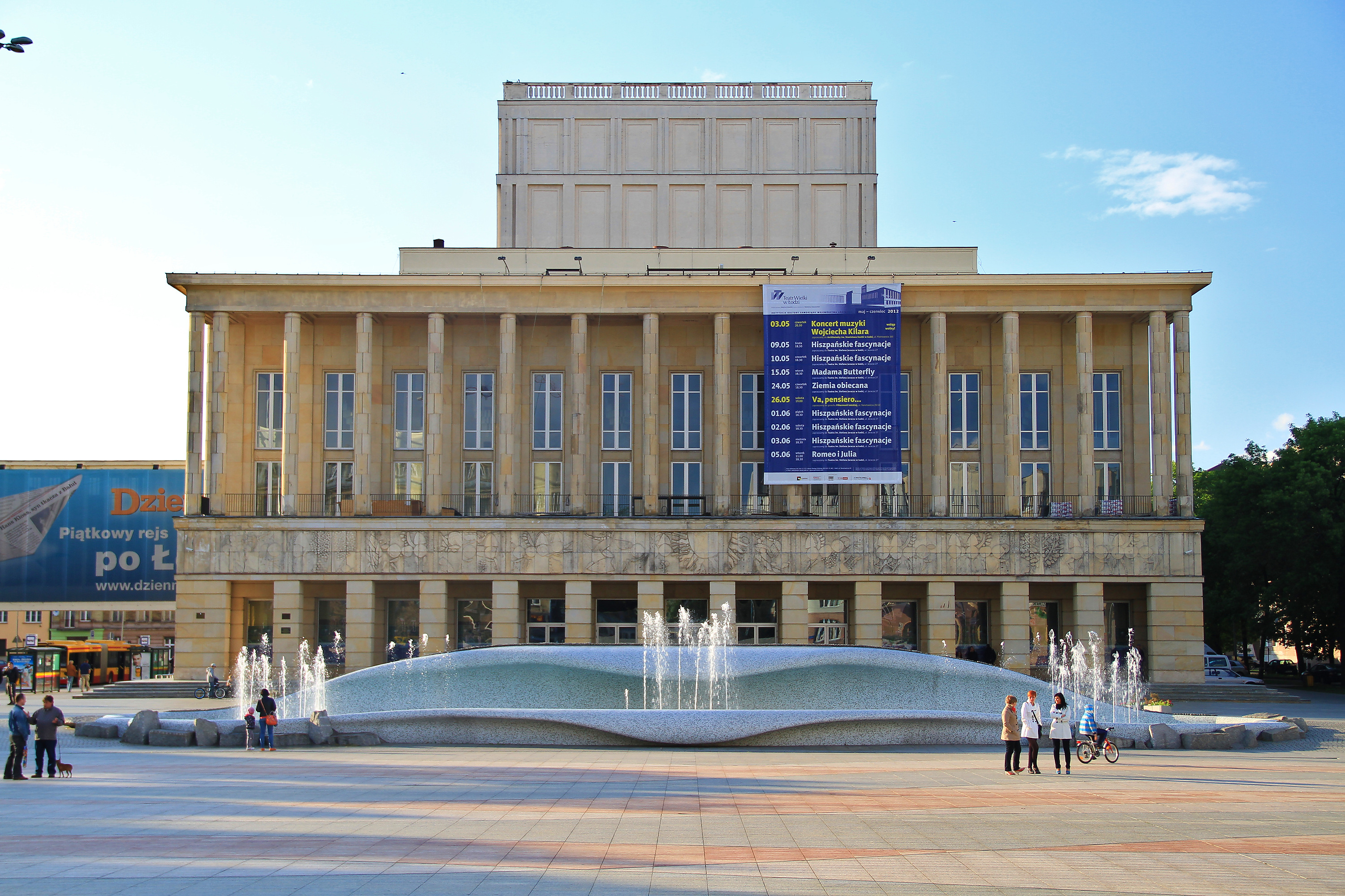
Nhà hát

Teatr Wielki w Łodzi (Nhà hát lớn ở Łódź) là một nhà hát opera ở Łódź, Ba Lan. Đây là nhà hát lớn nhất trong thành phố, chuyên về opera, ca kịch và ba lê. Nó được khai trương vào ngày 19 tháng 1 năm 1967 và đến cuối năm 2005, nó đã tổ chức 240 buổi ra mắt. Nhà hát là một trong những địa điểm hoạt động lĩnh vực opera quan trọng nhất ở Ba Lan. Giám đốc của nó là Kazimierz Kowalski.
Teatr Wielki, nằm trên Quảng trường Dąbrowskiego, là nhà hát opera lớn thứ hai ở Ba Lan và là một trong những nhà hát lớn nhất ở châu Âu, với một khán phòng có thể chứa 1070 người.
Nhà hát đã dàn dựng các tác phẩm của các nhà soạn nhạc trong quá khứ (bao gồm Tchaikovsky, Mozart, Verdi và Wagner) cũng như các nhân vật đương đại (như Krzysztof Penderecki và Bogdan Pawłowski). Những tác phẩm của nó đã vang danh trên khắp châu Âu và Hoa Kỳ. Các nghệ sĩ bao gồm Victoria de los Ángele và Andrea Bocelli đã xuất hiện trên sân khấu của nhà hát này. Các giám đốc đã từng làm việc ở đó bao gồm Adam Hanuszkiewicz và Ryszard Peryt. Tòa nhà cũng tổ chức các sự kiện khác, như Đại nhạc hội năm mới và các buổi trình diễn thời trang. Nổi tiếng nhất trong số này là liên hoan phim quốc tế về nghệ thuật điện ảnh, Camerimage.